# Holali, Kolar
Holali là một làng thuộc tehsil Kolar, huyện Kolar, bang Karnataka, Ấn Độ.